# Rudolf Steinboeck
Rudolf Steinboeck (* 7. August 1908 in Baden bei Wien; † 19. August 1996 in Wien) war ein österreichischer Schauspieler, Theaterregisseur, Filmregisseur, Opernregisseur und Theaterleiter.

## Leben und Wirken
Steinboeck erhielt seine Ausbildung am Konservatorium Wien. Danach war er Schauspieler unter anderem in Straßburg (1933/34) und Wien (1934 bis 1938), wo er auf Kleinkunstbühnen, im Kabarett Literatur am Naschmarkt und im Kabarett ABC auftrat. Er zählte zu den Förderern des Schriftstellers Jura Soyfer.
1938 begann er seine Tätigkeit als Schauspieler und Regisseur am Theater in der Josefstadt. Von 1945 bis 1954 war Steinboeck als Nachfolger von Heinz Hilpert Direktor des Theaters.
Als Schauspieler gab er seinen Einstand 1939 als Karl Schilf in Ferdinand Raimunds Der Bauer als Millionär. Bis 1945 war er in verschiedenen Rollen zu sehen, etwa als Hortensio in William Shakespeares Der Widerspenstigen Zähmung, Tusenbach in Anton Tschechows Drei Schwestern sowie in seinen eigenen Inszenierungen von Curt Goetz’ Ingeborg und John Priestleys Die Conways und die Zeit.
Ab 1945 war er ausschließlich als Regisseur tätig. Steinboeck versammelte an seiner Bühne ein namhaftes Ensemble mit Paula Wessely, Attila Hörbiger und Adrienne Gessner. Er inszenierte hier unter anderem 1945 und 1954 erfolgreich Hugo von Hofmannsthals Der Schwierige, dasselbe Stück dann noch 1967 bei den Salzburger Festspielen mit O. W. Fischer und 1978 am Burgtheater mit Michael Heltau und Erika Pluhar.
Weitere Inszenierungen am Theater in der Josefstadt waren Ödön von Horváths Der jüngste Tag, Bertolt Brechts Der gute Mensch von Sezuan, Tolstois Der lebende Leichnam, Ferenc Molnárs Olympia, Thornton Wilders Wir sind noch einmal davongekommen, William Shakespeares Das Wintermärchen, Aldous Huxleys Das Lächeln der Gioconda, William Saroyans Mein Herz ist im Hochland, John Steinbecks Von Mäusen und Menschen, Anton Wildgans’ In Ewigkeit Amen Max Mells Nachfolge-Christi-Spiel, Eugène Scribes Das Glas Wasser, außerdem Stücke von Anouilh und Giraudoux. Zwischen 1970 und 1985 erschien Steinboeck noch einige Male als Gastregisseur in der Josefstadt und inszenierte etwa Oscar Wildes Eine Frau ohne Bedeutung, August von Kotzebues Die beiden Klingsberg und die gesprochene Version von Hugo von Hofmannsthals Der Rosenkavalier.
Von 1957 bis 1984 inszenierte Steinboeck kontinuierlich am Burgtheater, darunter Raimunds Stücke Moisasurs Zauberfluch (1960), Die unheilbringende Zauberkrone (1961), Der Alpenkönig und der Menschenfeind (1965) und Der Bauer als Millionär (1966, mit Paul Hörbiger). Weitere Arbeiten waren die deutsche Erstaufführung von Arthur Millers Nach dem Sündenfall (1964), Edward Albees Empfindliches Gleichgewicht (1967), die deutsche Erstaufführung von André Roussins Die Lokomotive (1967), Congreves Liebe für Liebe (1969), Horváths Der jüngste Tag (1969), Francoise Dorins Ein unausstehlicher Egoist (1971, mit Theo Lingen), Henrik Ibsens Gespenster (1975), Hartmut Langes Frau von Kauenhofen (1978, mit Paula Wessely), Hofmannsthals Der Unbestechliche (1982) und Molnárs Olympia (1984). Seit 1978 war er Ehrenmitglied des Burgtheaters.
Am Schillertheater Berlin inszenierte er 1956 Der Bauer als Millionär, dasselbe Stück auch 1961 bei den Salzburger Festspielen. In Berlin und Hamburg gastierte er vorwiegend an den Häusern von Oscar Fritz Schuh.
Als mustergültig wurden besonders seine Hofmannsthal- und Schnitzler-Inszenierungen angesehen. Er führte auch Opernregie und arbeitete für den Film, den Rundfunk und das Fernsehen. Steinboeck war mit der Schauspielerin Aglaja Schmid verheiratet. Seine letzte Ruhestätte befindet sich am Neustifter Friedhof im Wiener Stadtteil Neustift am Walde.

## Filmografie
- 1937: Der Pfarrer von Kirchfeld (Darsteller)
- 1948: Das andere Leben (Regisseur)
- 1949: Zweimal verliebt (Liebe Freundin / Regisseur)
- 1952: Abenteuer im Schloss (Regisseur)
- 1961: Der Bauer als Millionär (Regisseur)
- 1965: Der Alpenkönig und der Menschenfeind (Regisseur)